# Игра «Ястребы и голуби»
Игра «Ястребы и голуби» (англ. hawks and doves) — одна из простейших моделей теории игр, описывающая конкурентные отношения в некоторой популяции животных и выработку эволюционно стабильной стратегии.

## Правила игры
Представим себе популяцию животных, в которой отдельные особи конкурируют между собой за некоторый ресурс. В простейшем случае это могут быть брачные турниры самцов за право спариться с самкой. Поскольку в брачном турнире участвуют два самца, турнир можно представить как игру двух участников. Предположим, что по темпераменту самцы распадаются на две группы – условно назовём их «Голуби» и «Ястребы».  Эти названия не имеют отношения к конкретному виду животного, а понимаются в переносном смысле: ястребы как символ агрессивности, а голуби – как символ миролюбия. В действительности эти названия не имеют ничего общего с реальностью: в природе голуби (так же как и любые другие животные) довольно агрессивны.
Особи каждой группы обладают следующими особенностями. Ястребы всегда дерутся до победы и отступают только в том случае, если получат серьёзные увечья. Голуби ограничиваются угрозами и демонстрацией агрессивности, стремясь психологически подавить соперника, однако если дело доходит до настоящей схватки, они отступают.
Таким образом, если голубь дерётся с ястребом, победа достаётся ястребу, однако отступивший голубь не получает в схватке никаких повреждений и в принципе ничего не теряет. Если дерутся два голубя, то победа достаётся одному из них (тому, у кого крепче нервы), увечий никто из них не получает, однако оба затрачивают определённую энергию на длительное психологическое противостояние. Если дерутся два ястреба, то побеждает один из них, а для другого схватка заканчивается тяжёлыми увечьями.

## Математическая формулировка
Чтобы перевести игру на язык математики, оценим результаты турнира  в виде условных единиц (очков), полученных или потерянных участниками. Победу в турнире (возможность оставить потомство) оценим в V = 50 очков, проигрыш в L = 0 очков, получение тяжёлого увечья  в W = –100 очков, а затраты энергии на длительное противостояние в E = –10 очков.
Тогда в схватке двух голубей один из них получает 50 очков выигрыша и, кроме того, оба растрачивают 10 очков в процессе длительного противостояния. Считая, что вероятность победы для каждого одинакова (т.е. 0.5), получим, что средний выигрыш голубя в схватке с другим голубем составит S(Г, Г) = 50∙0,5 – 10 = 15 очков.
В схватке двух ястребов каждый с вероятностью 0,5 получает выигрыш в 50 очков и с такой же вероятностью – увечье, которое мы оценили в –100 очков. Средний выигрыш составит S(Я, Я) =  (50–100)∙0,5 = –25 очков.
В схватке голубя с ястребом голубь проигрывает и получает S(Г, Я) = 0 очков, ястреб выигрывает и получает S(Я, Г) = 50 очков.
Результаты турнира можно наглядно представить в виде так называемой платёжной матрицы:
|        | Голубь | Ястреб |
| ------ | ------ | ------ |
| Голубь | 15     | 0      |
| Ястреб | 50     | –25    |

Обозначим долю ястребов в популяции через z, тогда доля голубей составит 1–z. Если в схватке случайным образом участвуют два самца, то с вероятностью z2 это два ястреба, с вероятностью (1–z)2 – два голубя и с вероятностью 2z(1-z) – голубь против ястреба.
Найдём среднее количество очков, которое получают соперники в результате схватки.
Ястреб с вероятностью z дерётся с другим ястребом и получает в среднем –25 очков и с вероятностью 1–z с голубем и получает 50 очков. В среднем это составит
SЯ(z) = –25∙z + 50∙(1–z) = –25z + 50 – 50z = 50 – 75z.
Аналогично для голубя получим
SГ(z) = 0∙z + 15∙(1–z) = 15 – 15z.

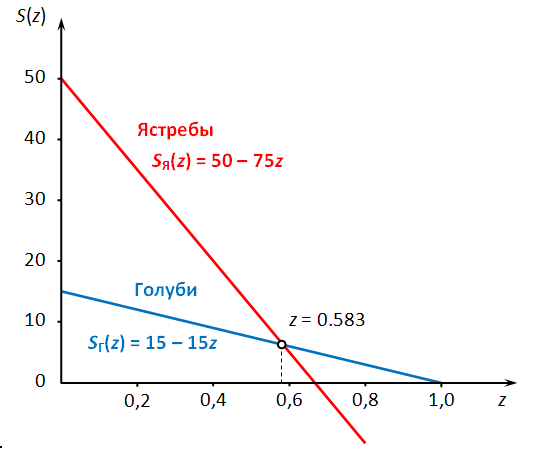

Построим графики этих уравнений в осях координат S – z.
Как видно из графика, линии выигрыша для голубей и ястребов пересекаются в некоторой точке, определяемой соотношением:
50 – 75z = 15 – 15z
60z = 35
z = 35/60 = 0,583…
Правее этой точки (т.е. при увеличении доли ястребов) преимущество имеют голуби, поэтому их относительное количество будет увеличиваться, тем самым уменьшая z. Левее этой точки (при уменьшении количества ястребов) ястребы имеют преимущество, поэтому их количество будет увеличиваться, тем самым увеличивая z. Таким образом, любое смещение z от точки равенства выигрышей голубей и ястребов вызывает процессы, которые стремятся вернуть популяцию в точку равновесия. Состояние популяции, соответствующее точке равновесия, называется эволюционно стабильной стратегией.

## Формулировка в общем виде
Обозначим выигрыш в случае победы в турнире V, проигрыш L, ущерб от тяжёлого увечья W, и затраты энергии на длительное противостояние E.
Тогда элементы платёжной матрицы можно выразить следующими соотношениями:
{\displaystyle S(D,D)={\frac {V-L}{2}}-E;}
{\displaystyle S(H,H)={\frac {V-W}{2}};}
{\displaystyle S(D,H)=-L;}
{\displaystyle S(H,D)=V.}
Платёжная матрица будет иметь вид:
|        | Голубь                             | Ястреб                           |
| ------ | ---------------------------------- | -------------------------------- |
| Голубь | {\displaystyle {\frac {V-L}{2}}-E} | {\displaystyle -L}               |
| Ястреб | {\displaystyle V}                  | {\displaystyle {\frac {V-W}{2}}} |

Средний выигрыш ястребов при их доле в популяции z составит
{\displaystyle S_{H}(z)={\frac {(V-W)z}{2}}+V(1-z)=V-{\frac {(V+W)z}{2}};}
а средний выигрыш голубей
{\displaystyle S_{D}(z)=-Lz+\left({\frac {V-L}{2}}-E\right)(1-z)={\frac {V-L}{2}}-E-\left({\frac {V+L}{2}}-E\right)z;}
Точка равновесия популяции будет достигнута при следующей доле ястребов:
{\displaystyle V-{\frac {(V+W)z}{2}}={\frac {V-L}{2}}-E-\left({\frac {V+L}{2}}-E\right)z;}
{\displaystyle \left({\frac {W-L}{2}}+E\right)z={\frac {V+L}{2}}+E;}
{\displaystyle z={\frac {V+L+2E}{W-L+2E}}.}